# 马尔济
马尔济（法語：Marzy，法語發音：[maʁzi]）是法国涅夫勒省的一个市镇，位于该省西南部，卢瓦尔河右岸，隔河与谢尔省及中央-卢瓦尔河谷大区相望，属于讷韦尔区和讷韦尔城市圈公共社区，其市镇面积为24.41平方公里，2022年1月1日时人口数量为3650人。
马尔济是讷韦尔城市圈公共社区的组成部分，位于讷韦尔市区以西，是讷韦尔的一个近郊卫星城。

## 行政
马尔济的邮政编码为58180，INSEE市镇编码为58160。

## 地理

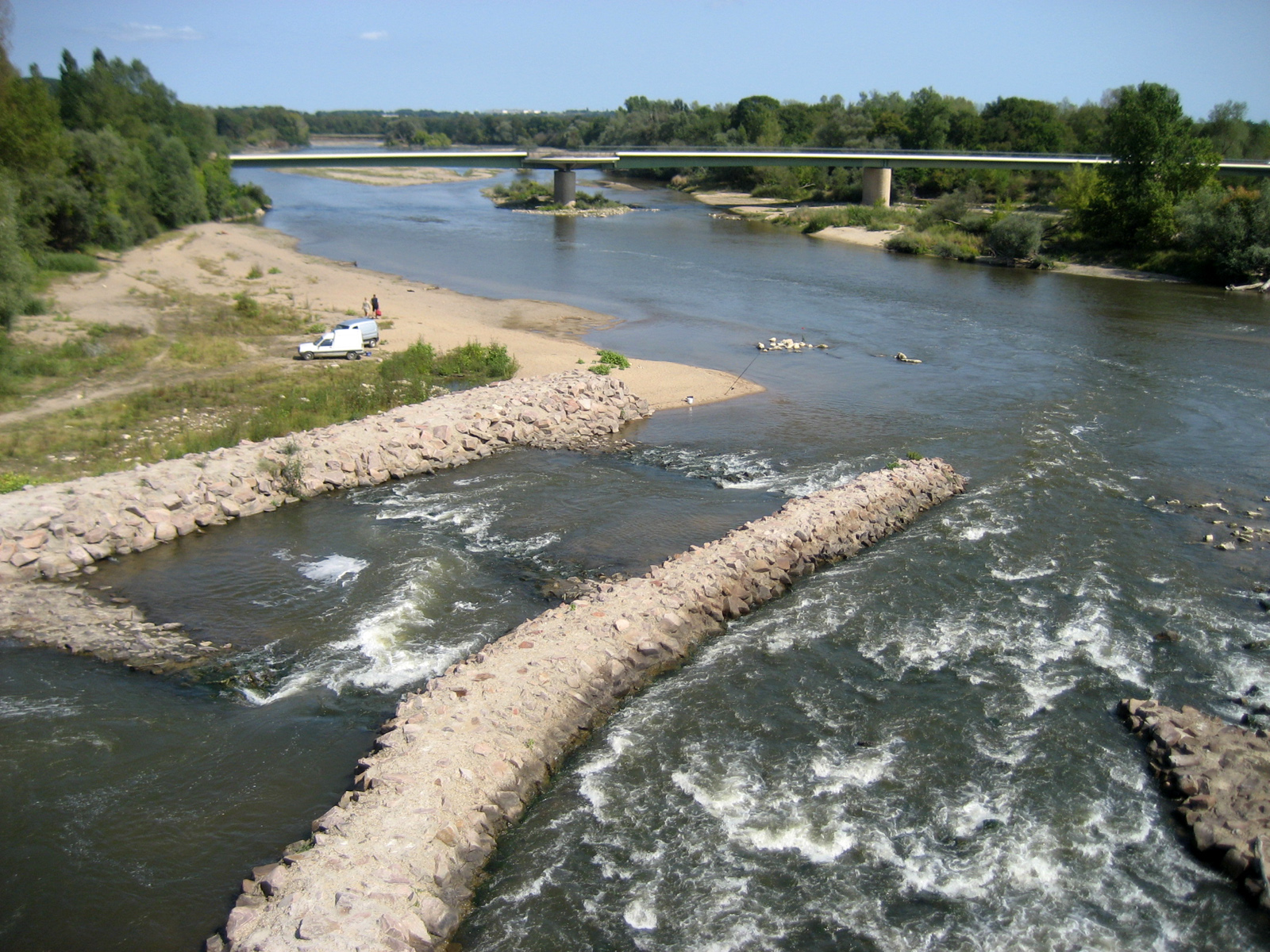
阿列河汇入卢瓦尔河处

马尔济（46°58'51"N, 3°5'36"E）位于法国中部，勃艮第-弗朗什-孔泰大区西部和涅夫勒省西南部，距离省会讷韦尔大约5公里。
与马尔济接壤的市镇包括：库尔莱巴尔、屈菲、沙吕、富尔尚博、日穆耶、讷韦尔、瓦雷讷-沃泽勒。
马尔济境内地势较为平坦，海拔在162至240米之间。
法国第一大河卢瓦尔河干流自南向北从市镇西境经过，阿列河汇入卢瓦尔河处位于市镇西南。
按照柯本气候分类法，马尔济属于较为典型的温带海洋性气候，全年温差较小，降水分布均匀。

## 交通
涅夫勒省省道D131线、D266线和D504线经过马尔济境内。讷韦尔公交5路和13路经过马尔济境内并设有站点。

## 人口
| 年份   | 1936  | 1946  | 1954  | 1962  | 1968  | 1975  | 1982  | 1990  | 1999  | 2006  | 2011  | 2016  | 2017  |
| ------ | ----- | ----- | ----- | ----- | ----- | ----- | ----- | ----- | ----- | ----- | ----- | ----- | ----- |
| 人口數 | 1 130 | 1 312 | 1 391 | 1 401 | 1 381 | 2 199 | 2 621 | 3 032 | 3 051 | 3 394 | 3 621 | 3 666 | 3 672 |

## 建筑
马尔济境内的圣安德烈教堂为法国国家文物保护单位